# Heidi auf der Flucht
Heidi auf der Flucht (Alternativtitel: Heidi wird erwachsen, Nightwalker) ist ein US-amerikanisch-französischer Familien- und Abenteuerfilm aus dem Jahre 1989.
Die Filmhandlung weicht deutlich von der eigentlichen Heidi-Romanvorlage ab. Heidi besucht ein italienisches Internat. Infolge der Kriegswirren wird Heidi jedoch in ein Waisenhaus gesperrt. Zusammen mit anderen Kindern gelingt Heidi, verfolgt von ihrem Peiniger, die Flucht über die Alpen zurück in die Schweiz.

## Handlung
Heidi steht vor einer schweren Entscheidung, hat sie doch die Möglichkeit, in Tivorno in Norditalien ein Mädcheninternat zu besuchen. Diese Entscheidung bedeutet jedoch, für längere Zeit Abschied von den Bergen, dem Großvater und Peter zu nehmen. Nach einigem Zaudern entscheidet sich Heidi, diesen Schritt zu wagen und begibt sich mit dem Zug nach Italien. Auch Peter steht vor einem neuen Lebensabschnitt, zieht er doch als junger Mann in die Armee ein.
Im Internat ist es für Heidi nicht einfach, gute Freundinnen unter den Mitschülerinnen zu finden. Sie wird vor allem von der Mitschülerin Ursula oft gehänselt. Dazu muss sich Heidi auch an andere Regeln und Sitten gewöhnen. Immerhin erhält sie große Unterstützung von der Schulleiterin Jane Hillary, welche sich sehr engagiert um das Wohl aller Schülerinnen bemüht.
Bedingt durch den Eintritt Italiens in den Ersten Weltkrieg verschlechtert sich die politische Lage zunehmend. Die Armee requiriert das Internatsgebäude der „Brockings School“ und zwingt die Schulleitung, das Anwesen innerhalb eines Tages zu verlassen. Schulleiterin Hillary kann nicht verhindern, dass Heidi und anderen Mädchen nach Santa Maria ins Waisenhaus von Signor und Signora Bonelli eingewiesen werden.
Im Waisenhaus erwartet die Kinder ein trister Tagesablauf. Es gilt bedingungsloser Gehorsam gegenüber der Heimleitung, dazu werden die Kinder zu Kinderarbeit gezwungen. Durch die guten räumlichen Kenntnisse von Clarissa, welche Heidi bei ihrer Ankunft in Tivorno am Bahnhof erstmals kennenlernte und seither im Waisenhaus einsitzt, gelingt sechs Kindern eines Nachts die Flucht aus dem Waisenhaus.
Die Kinder können, als blinde Passagiere auf dem Laderaum einer Pferdekutsche, auf einen Bauernhof fliehen, wo sie erst einmal genüsslich an den gelagerten Lebensmitteln ihren Hunger stillen. Unverhofft tritt jedoch Signor Bonelli hinzu, was die Kinder zum Wegrennen zwingt, eine Flucht, welche mit Ausnahme von Giovanni allen gelingt.
Das Entweichen der Kinder ist für das Heimleiter-Ehepaar Bonelli existenzbedrohend, droht ihnen doch eine Gefängnisstrafe, sollten die Entwichenen die Wahrheit kundtun, dass mehrere von ihnen verschleppt und zur Arbeit gezwungen wurden. Signora Bonelli fordert ihren Mann auf, die Kinder zu verfolgen und nötigenfalls sogar zu töten.
Heidi versucht ihre vier verbliebenen Fluchtgefährtinnen zu überzeugen, die Flucht über einen Alpenpass in die Schweiz fortzusetzen. Vor allem Ursula sträubt sich anfänglich, auch aus Angst vor dem beschwerlichen Weg und der Kälte, diese Fluchtidee mitzugehen. Trotz diesem anfänglichen Disput setzen die Mädchen ihren Fluchtplan in die Tat um, noch nicht wissend, dass sie von Signor Bonelli verfolgt werden.
Durch die Beobachtungen militärischer Beobachtungsposten kann Jane Hillary die Fluchtroute der Mädchen in Erfahrung bringen, dessen Information über telegrafischer Kommunikation auch Heidis Großvater zugestellt wird. Als Peter davon erfährt, entschließt er sich, mit Skiern ausgerüstet, den Berg hinauf den Mädchen entgegenzusteigen.
Die Kinder finden zur nächtlichen Rast hoch oben auf dem Pass eine vom Wetter geschützte Höhle, in welcher Heidi auch ein Feuer entfachen kann. Als plötzlich ein „Fremder“ sich bemerkbar macht, herrscht vorerst panische Angst, umso größer die Wiedersehensfreude bei Heidi, als sie erkennt, dass Peter die Mädchen auffinden konnte. Peter verlässt die Mädchen anderntags jedoch wieder, um weitere Hilfe zu organisieren. Als kurz darauf Signor Bonelli die Mädchen in der Höhle auffindet, scheint die Flucht der Mädchen beendet zu sein. Die Mädchen werden an ein Seil gebunden und von Signor Bonelli unter Waffengewalt gezwungen, den Weg zurück, den Berg hinauf anzutreten, wo er, so lässt er die Mädchen wissen, sie umbringen würde.
Heidi gelingt es jedoch, durch einen „Alpruf“, Peter auf sich aufmerksam zu machen, welcher folgend auf seinen Skiern der Gruppe entgegenfährt und Signor Bonelli niederreißen kann. Beim Kampf auf dem abfallenden Schneefeld stürzt Bonelli tödlich eine Felswand hinunter, derweil sich Peter noch knapp vor dem Absturz festhalten und anschließend mit einem von Heidi gereichten Seil hinaufgezogen werden kann.
Rechtzeitig auf den Heiligen Abend hin kehrt Heidi mit ihren Fluchtgefährtinnen zurück zur Alphütte des Großvaters. In der Schlussszene küssen sich Peter und Heidi innigst.

## Trivia
- Die Filmhandlung entspricht nicht der Romanvorlage von Johanna Spyri. Zu Beginn des Films (nach 03.52) wird kurz in einem Dialog auf die Original-Romanvorlage Bezug genommen, in dem der Großvater erwähnt, dass Heidi ihren Internatsaufenthalt durch eine Erbschaft der Großmutter von Heidis Freundin Klara finanzieren kann. So gesehen handelt sich es bei der Filmhandlung um eine Fortsetzung.

- Im Film wird konsequent auf die aus den Heidi-Filmen bekannten Übernamen Alpöhi (im Film nur Großvater genannt) und Geißenpeter (im Film nur Peter genannt) verzichtet.

- Die Dreharbeiten erfolgten in den Studios de la Victorine (heute Studios Rivera) in Nizza in Frankreich sowie in den Alpen der Steiermark in Österreich.[2]

- Die von Sylvester Levay komponierte Filmmusik wurde von den Münchner Philharmonikern eingespielt[2]. Im Film erhält Heidi von Peter eine Panflöte geschenkt, worauf sie mehrmals im Film eine immer gleiche Melodie spielt.

- Im deutschen Sprachraum wurde der Film auch unter den Alternativtiteln Nightwalker (Videofassung) und Heidi wird erwachsen veröffentlicht.